# Pumpspeicherkraftwerk Shin-Takasegawa
Das Pumpspeicherkraftwerk Shin-Takasegawa (jap. 新高瀬川発電所, Shin Takase-gawa hatsudensho, dt. „neues Takase-gawa-Kraftwerk“) ist ein Pumpspeicherkraftwerk am Fluss Takase im Nordwesten der Präfektur Nagano in Zentraljapan. Das Kraftwerk steht im Chūbu-Sangaku-Nationalpark westlich der Stadt Omachi und hat eine installierte Leistung von 1280 MW, die von fünf Turbinen erzeugt werden. Die hydraulische Fallhöhe ist 229 Meter. Die Bauzeit dauerte von 1980 bis 1998.

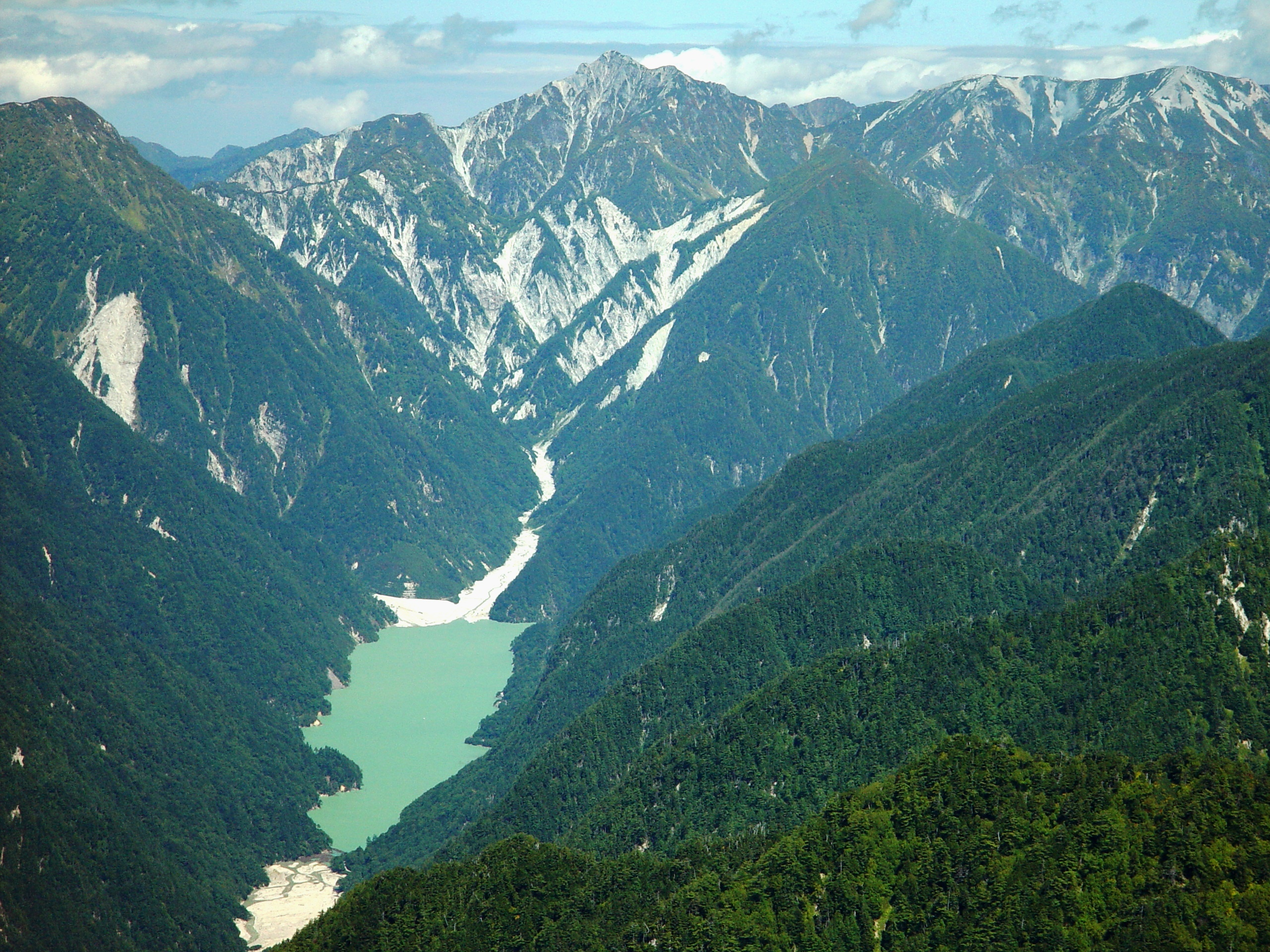
Takase-Stausee vom Berg Otenshō-dake aus gesehen

Der Takase-Staudamm (高瀬ダム) am Oberbecken ist ein Steinschüttdamm mit einer Höhe von 176 m, der einen Stausee von 76,2 Millionen m³ aufstaut. Das Unterbecken ist 32,5 Millionen m³ groß und wird etwas weiter unterhalb am selben Fluss vom 125 Meter hohen Nanakura-Steinschüttdamm (七倉ダム) gebildet. Betreiber der Anlage ist die Tōkyō Denryoku (TEPCO).

Der Takase-Staudamm ist der höchste Staudamm aus Steinschüttung in Japan und die zweithöchste Talsperre nach der Kurobe-Talsperre, welche eine Bogenstaumauer als Absperrbauwerk hat.